# Tijana Filipović
Tijana Filipović (Servisch: Тијана Филиповић) (Ruma, 25 mei 1999) is een voetbalspeelster uit Servië.

## Carrière
Ze speelt voor Spartak Subotica in de Servische Super Liga Žene. Met Spartak Subotica speelde ze ook tussen 2015 en 2021 elk jaar in de UEFA Women's Champions League.

## Statistieken
| Seizoen | Club                 | Land   | Competitie | Wedstrijden | Doelpunten |
| ------- | -------------------- | ------ | ---------- | ----------- | ---------- |
| 2020/21 | ŽFK Spartak Subotica | Servië | SLŽ        |             |            |
| Totaal  | Totaal               | Totaal | Totaal     | --          | --         |

Laatste update: april 2021

## Interlands
Filipović speelde voor het Servisch nationaal elftal O17 (sinds 2015) en O19 (sinds 2016) en maakte in 2017 haar debuut het met Servisch voetbalelftal.